# Alexei Alexejewitsch Wenediktow

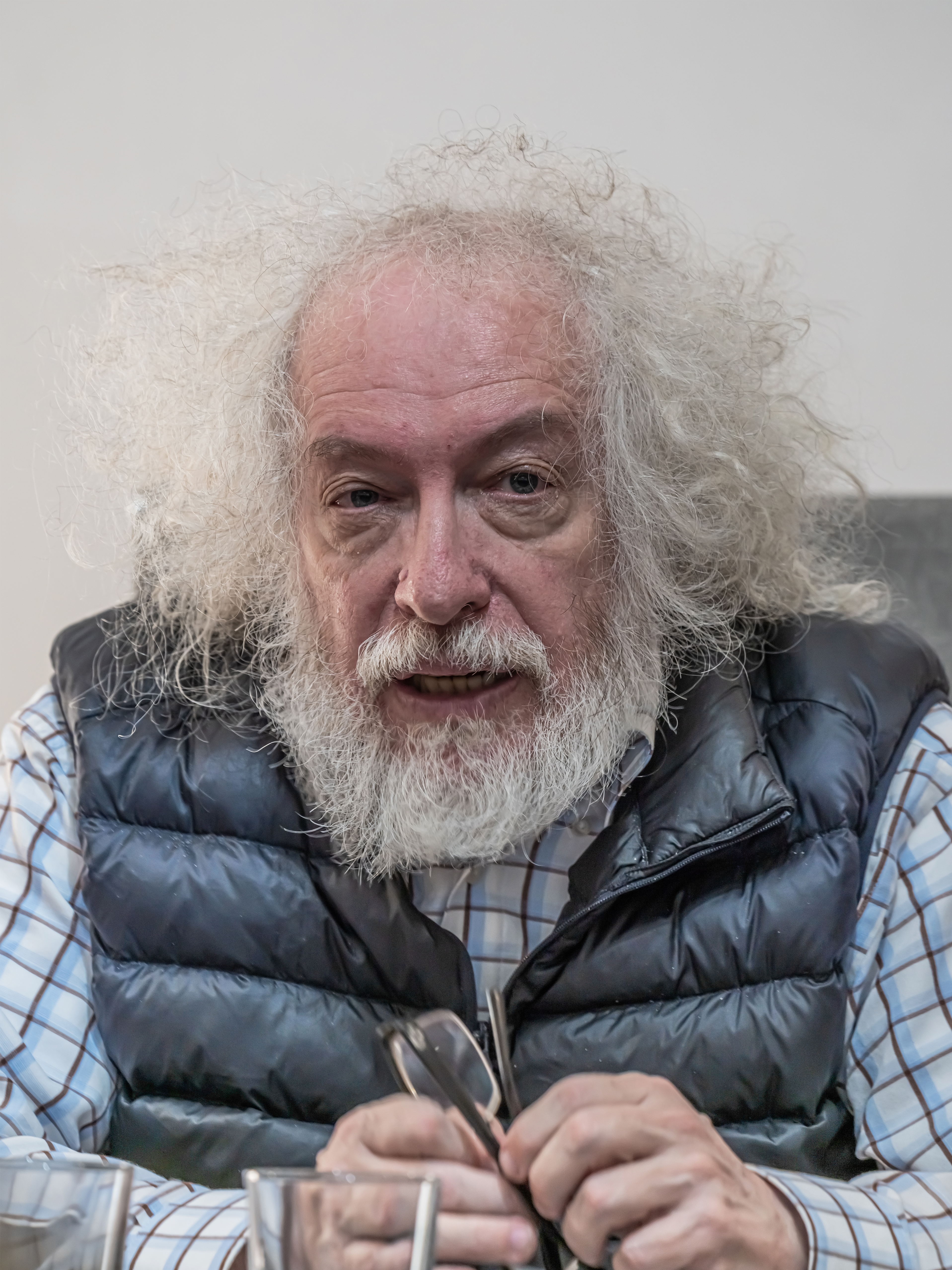
Alexej Wenediktow

Alexej Alexejewitsch Wenediktow (russisch Алексе́й Алексе́евич Венеди́ктов; * 18. Dezember 1955 in Moskau) ist ein russischer Journalist, Chefredakteur, Mitinhaber (18 %) und Moderator des Hörfunksenders Echo Moskwy.

## Leben
Wenediktows gleichnamiger Vater, Absolvent der Pazifischen Höheren Marineschule S. O. Makarow, war nur wenige Wochen vor Geburt seines Sohnes in stürmischer See vor der Küste Kamtschatkas ums Leben gekommen. Der Großvater Nikolai diente beim sowjetischen Geheimdienst NKWD und war für seine militärischen Verdienste im Großen Vaterländischen Krieg mit dem Orden des Roten Sterns ausgezeichnet worden. Seine Mutter war Ärztin jüdischer Herkunft und stammte aus einer prominenten Ingenieur-Familie. Zusammen mit Alexejs Schwester emigrierte sie 1983 in die USA.
Wegen seiner Kurzsichtigkeit (−10 Dioptrien) wurde Wenediktow nach dem Schulabschluss nicht in die Armee einberufen. 1978 absolvierte er die Abendabteilung der Staatlichen Pädagogischen Universität Moskau. Im Anschluss daran arbeitete er für einige Zeit als Postbote. Wenediktow war zudem 20 Jahre lang als Geschichtslehrer tätig, davon 19 Jahre in der Moskauer Schule Nr. 875.
Seine journalistische Karriere begann Wenediktow im Jahr 1990, als der Radiosender Echo Moskwy an den Start ging. Vom einfachen Zeitungskolumnisten stieg er 1995 zunächst zum Direktor der Informationsabteilung, 1998 schließlich zum Chefredakteur von Echo Moskwy auf. Seit 2002 ist er Präsident des Fernsehkonzerns Echo-TV Rossija. 2006 war er Komoderator der kurzlebigen Fernsehshow W kruge Sweta (Im Kreis des Lichts) im TV-Sender Domaschny, der sich vor allem an ein weibliches Publikum richtete. Nach nur zwei Wochen wurde die Sendung wegen angeblicher Kritik am russischen Justizsystem eingestellt.
Die Aktienanteile von Echo Moskwy gehören zu 66 Prozent dem Gazprom-Media Holding, einer Tochtergesellschaft der Gazprombank. Wenediktow behauptete in einem Interview im November 2014, Russlands Präsident Wladimir Putin habe einmal persönlich seine Sendung vor der Schließung durch Michail Lessin gerettet. Ihm zufolge gab es mindestens zwei ähnliche Versuche unter der Präsidentschaft von Dmitri Medwedew. Aufgrund kritischer Berichterstattungen wird Wenediktow nach eigenen Aussagen vom tschetschenischen Präsidenten Ramsan Kadyrow bedroht. Er und seine Familie stünden deshalb unter Personenschutz.
Wenediktow wurde 2005, 2008 und 2011 in seiner Position als Chefredakteur von Echo Moskwy bestätigt. 2014 wählte man ihn zum vierten Mal für weitere fünf Jahre zum leitenden Redakteur des russlandweit größten Rundfunksenders. Er beschreibt seine politischen Einstellungen als konservativ und sich selbst als reaktionär, wobei Ronald Reagan und Margaret Thatcher seine „Idole in der Politik“ seien.
Seit Oktober 2015 ist Wenediktow Inhaber des historischen Magazins Dilettant. Er sitzt im öffentlichen Rat des Russischen Verteidigungsministeriums und ist zudem Mitglied in der Stadtkammer von Moskau.
Als Wenediktow am Morgen des 24. Februar die Nachricht vom Krieg hörte, wusste er, dass Echo Moskwy und Nowaja Gaseta nicht zu retten waren; mit dem 24. Februar sei klar gewesen, dass die Propaganda total sein werde. Bis zu diesem Zeitpunkt hätten sich Minister, Abgeordnete, Leiter von Agenturen immer noch mit Doschd, Nowaja Gaseta und Echo Moskwy informiert.

„"Nun, das war's, wir *** [sind am Ende]." Was auch immer wir sagen, selbst wenn wir Musik auflegen, wir *** [sind am Ende].“

Am 4. März 2022 wurde der Sendebetrieb von Echo Moskwy komplett eingestellt, auch auf Youtube, und die Webseite vom Netz genommen. Die letzte Sendung war ein Interview mit Michail Chodorkowski. Der Chefredakteur Wenediktow wurde abgesetzt und das Personal des Senders entlassen. Am 24. März 2022 veröffentlichte er auf seinem Telegram-Kanal ein Foto, das angeblich seine Haustür in Moskau zeige, auf der von Unbekannten ein antisemitischer Aufkleber angebracht und vor die Tür ein abgetrennter Schweinekopf gelegt wurde; der Sticker zeigt das ukrainische Wappen mit dem Wort Judensau in deutscher Sprache, als Anspielung auf Wenediktows jüdische Wurzeln.

## Kontroverse
Im Oktober 2022 wurde bekannt, dass der inhaftierte Oppositionelle Alexej Nawalny Wenediktow auf seine private Sanktionsliste gesetzt habe. In den Kreisen um Nawalny werde Wenediktow vorgeworfen, im Geheimen Kollaborateur des Kremls zu sein, er habe in dessen Sinne versucht, die Opposition zu manipulieren und Proteste zu entschärfen. Ukrainische Intellektuelle bezeichneten ihn als „Hofliberalen des Kremls“.

## Privat
Wenediktow ist seit April 1998 mit Jelena Sitnikowa verheiratet und hat einen Sohn, der auch seinen Namen trägt.